# Киска, Андрей
Андре́й Ки́ска (словац. Andrej Kiska; род. 2 февраля 1963, Попрад, Чехословакия) — словацкий предприниматель, политический, государственный и общественный деятель. Президент Словацкой Республики (15 июня 2014 — 15 июня 2019). Лидер партии «За людей» со 2 сентября 2019 по 8 августа 2020 года.

## Биография
Окончил Словацкую высшую техническую школу, по образованию инженер-электрик. В 1990 году эмигрировал в США, работал на стройке и на бензоколонке. Через два года вернулся в Словакию и занялся предпринимательской деятельностью. Владел компаниями, которые предоставляли товары в кредит.
После ухода из этого бизнеса основал благотворительный фонд, который предоставляет ежемесячную финансовую помощь семьям с больными детьми в Словакии. С 2011 года данный Фонд работает и в Чехии.
Андрей Киска является автором публикации «Возьмите жизнь в свои руки».
В 2006 году читатели еженедельника «Trend» избрали его «Менеджером года», а в 2011 году А. Киска получил престижное звание лауреата конкурса «Хрустальное крыло» в категории «Благотворительность».

## Карьера
В 1990 году, после бархатной революции, он переехал в США. Позже он основал Triangel и Quatro, две компании, работающие в рассрочку в Словакии, которые дают покупателю возможность оплачивать товары несколькими частями в течение нескольких месяцев вместо того, чтобы платить сразу полную цену.
Налоговые органы обвинили его совместную компанию KTAG (вместе с его братом Ярославом) в несоблюдении налоговых требований и недоплатах в отношении расходов на его президентскую кампанию. В конце концов компания согласилась заплатить налоги и штраф.

## Исполняющий обязанности президента
Перед выборами Киска пользовался Facebook и другими электронными СМИ. Помимо официального сайта prezident.sk, подтвержденная личная страница Андрея Киски в Facebook и (непроверенная) страница сообщества Андрея Киски — Наш новый президент, на которой собраны самые старые материалы от 30 марта 2014 года (на следующий день после второго тура выборов), также информируют о полномочиях и мнении президента.

## Президентство

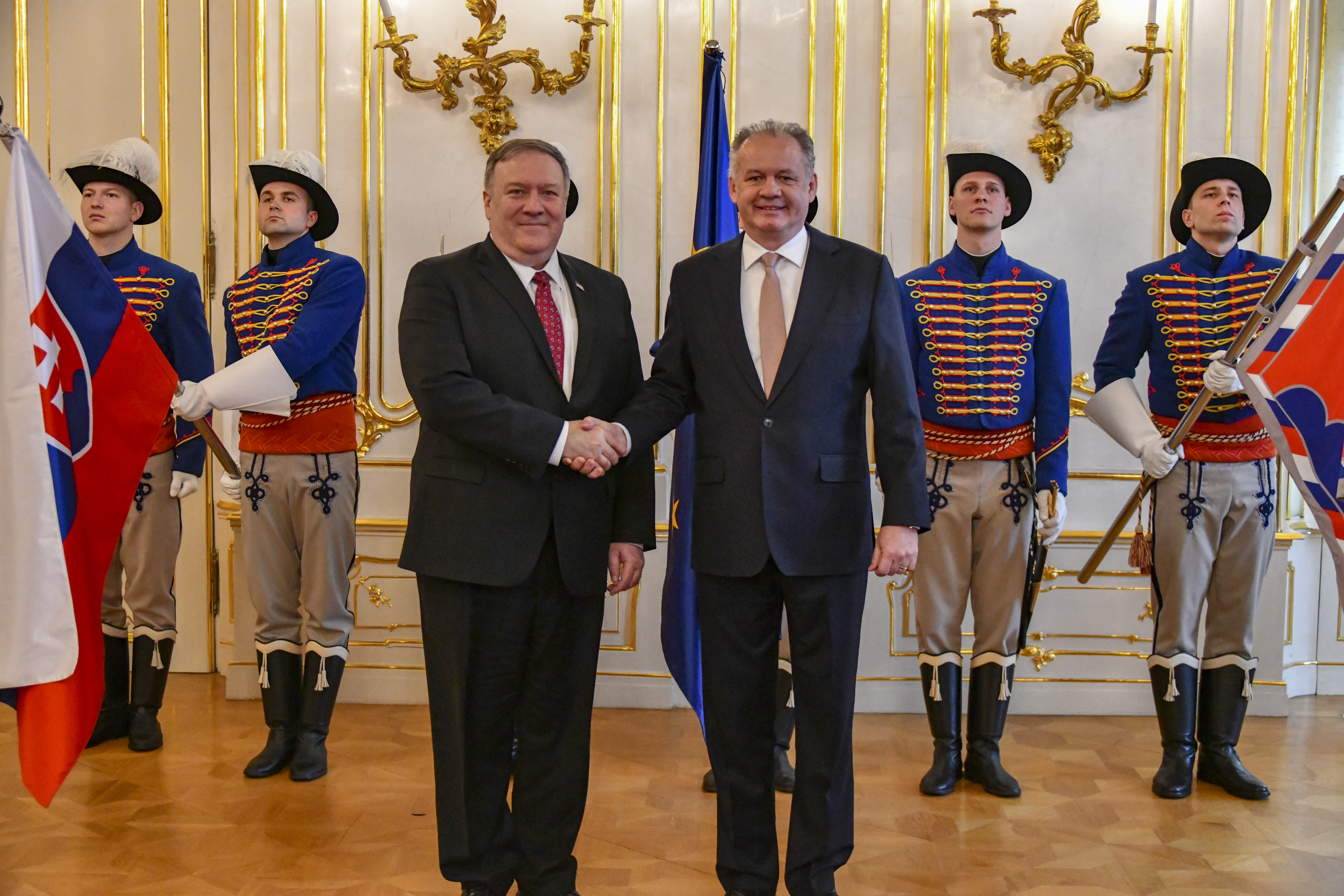
Киска (справа) с госсекретарём США Майком Помпео в феврале 2019 года.

На президентских выборах 2014 года он выдвинул свою кандидатуру как независимый кандидат. В первом туре выборов, состоявшемся 15 марта 2014 года, в котором приняли участие 14 кандидатов, Киска набрал 24 % голосов — второе место после лидера партии «Курс — Социальная демократия» Роберта Фицо, и прошёл во второй тур. Во втором туре он одержал победу, набрав 59,4 % голосов.
Киска объявил 15 мая 2018 года, что не будет участвовать в президентских выборах 2019 года, аргументируя это тем, что его уход может положить конец «эре политической конфронтации», с которой столкнулась его страна, и сославшись на желание проводить больше времени со своей семьей. В то время, когда Киска сделал это объявление, опросы показали, что он был самым надежным политиком Словакии и что он, вероятно, был бы лидером на выборах, если бы он решил представить себя в качестве кандидата.

### Повестка дня ЛГБТ
Андрей Киска стал первым президентом, который принял и поддержал активистов ЛГБТ. После встречи в декабре 2017 года он призвал к обсуждению юридического утверждения партнёрств геев. Согласно его заявлениям, он хочет исправить негативное влияние референдума о запрете однополых браков, который, несмотря на его провал, сохранил нынешнюю ситуацию: «К сожалению, результатом стал конец любых рациональных усилий по обеспечению лиц, живущих вне брака, по крайней мере, минимальным стандартом правовой защиты», — сказал Киска.

### Внешняя политика
Киска поддерживает независимость Косово и выступает за то, чтобы Словакия дипломатически признала Косово как независимое суверенное государство. Он считает, что независимое Косово — фактор стабильности на Балканах.
Киска выступил против России из-за конфликта на Украине и поддержал санкции.

## Семья
Дважды женат. Имеет пятерых детей.

## Достижения и награды
- Словакия: Орден Двойного белого креста
- Словакия: Орден Андрея Глинки
- Словакия: Орден Людовита Штура
- Словакия: Крест Милана Растислава Штефаника[28]
- Словакия: Крест Прибины

### Иностранные награды
- Австрия: Великая Звезда почётного знака «За заслуги перед Австрийской Республикой»
- Болгария: Орден «Стара-планина» с лентой[29]
- Эстония: Цепь ордена Креста земли Марии[30]
- Германия: Большой крест особого класса ордена «За заслуги перед Федеративной Республикой Германия»
- Монако: Большой крест ордена Святого Карла
- Норвегия: Большой крест ордена Святого Олафа
- Румыния: Цепь ордена Звезды Румынии[31]
- Польша: Рыцарь ордена Белого орла
- Европа: Европейская премия за гражданские права синти и рома[32]